# Back in the High Life Again (Steve Winwood)
Back in the High Life Again is een nummer van het Britse muzikant Steve Winwood uit 1987. Het is de vijfde single van zijn vierde soloalbum Back in the High Life.
De Engelse uitdrukking "to be back in the high life" betekent dat je leven, na een slechte periode, weer goed is. Winwood schreef het nummer in een tijd dat hij een scheiding doormaakte, maar er vertrouwen in had dat hij zijn leven weer op de rails zou krijgen. Het nummer bevat achtergrondvocalen van James Taylor. "Back in the High Life Again" was in het Verenigd Koninkrijk met een 53e positie niet heel succesvol. In het Nederlandse taalgebied was het succes ook bescheiden te noemen; met een 3e positie in de Nederlandse Tipparade en een 18e positie in de Vlaamse Radio 2 Top 30.